# 布多-博布里齊亞
50°37′58″N 28°10′51″E / 50.63278°N 28.18083°E
布多-博布里齊亞（烏克蘭語：Будо-Бобриця），是烏克蘭北部的村莊，隸屬日托米爾州的茲維亞赫爾區。該村面積1.54平方公里，海拔高度230米，2001年人口140。